# Bristolský záliv

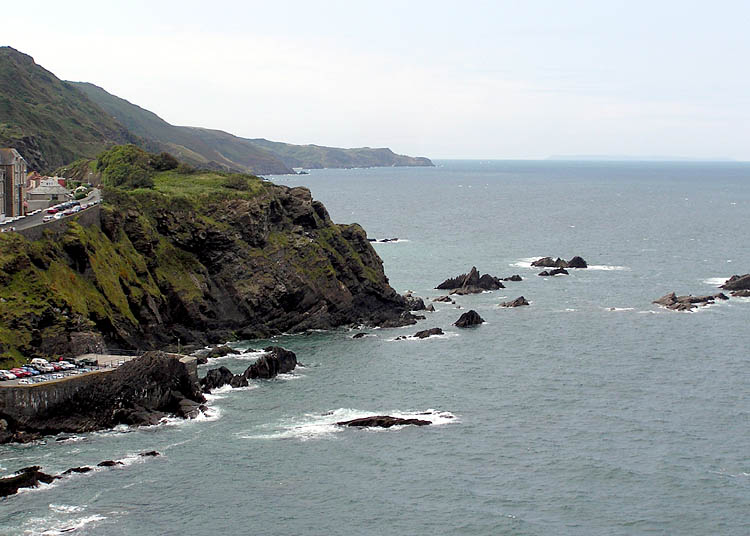
Pobřeží Bristolského zálivu

Bristolský záliv (anglicky Bristol Channel, velšsky Môr Hafren, což znamená v překladu do češtiny Severnské moře) je záliv, oddělující jižní Wales od hrabství Devon a Somerset v jihozápadní Anglii.
Bristolský záliv se táhne od ústí řeky Severn do Keltského moře. Jeho jméno je odvozeno od admirála lorda Bristola. Ve své nejširší části je Bristolský záliv široký přes 50 km.

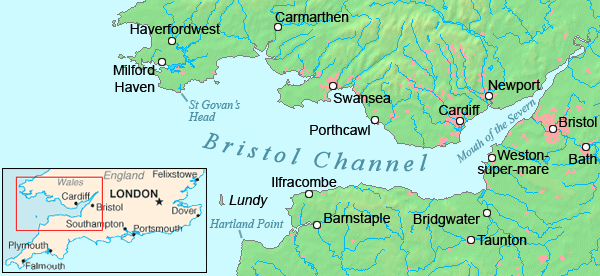
Mapa Bristolského zálivu